# Synodontis batensoda
Synodontis batensoda (Syn.: Brachysynodontis batensoda) ist eine Fiederbartwelsart, die im Stromgebiet des Nil, von Senegal, Gambia, Niger und Benue sowie im Einzugsgebiet des Tschadsees vorkommt.

## Merkmale
Synodontis batensoda wird 50 cm lang und erreicht ein Maximalgewicht von 1,5 kg. Sein kurzer, gedrungener Körper unterscheidet ihn von den meisten anderen Fiederbartwelsen. Die hohe Rückenflosse läuft spitz zu und wird von einem kräftigen Stachel und sieben, einfach verzweigte Flossenstrahlen gestützt. Direkt dahinter liegt die ungewöhnlich große Fettflosse, die bis zum Schwanzstiel reicht. Die Schwanzflosse ist tief gegabelt. Charakteristisch für die Art sind die mit Membranen versehenen Oberkieferbarteln. Die vordere Unterkieferbartel ist nur innen, die hintere beidseitig gefiedert. Der Schulterfortsatz ist lang, oben nach außen gebogen und am Ende stumpf.
- Flossenformel: Dorsale 1/7, Anale 0/4-5/7-9+1, Pectorale 1/8-9.

Synodontis batensoda ist dunkel gefärbt, der Rücken und die Seiten ausgewachsener Fische düster braungrün bis blaugrau, der Bauch schwarz. Die Flossen sind grau, die unpaaren dunkel gefleckt. Jungfische besitzen dunkel gefleckte Seiten, dazwischen eine hellere Netzzeichnung.
Synodontis batensoda ernährt sich u. a. von Plankton, Algen und Detritus, wahrscheinlich auch von Krebs- und Weichtieren, Zuckmückenlarven und anderen Insekten.

## Systematik
Die Art wurde 1832 durch den deutschen Naturwissenschaftler und Afrikaforscher Eduard Rüppell als Synodontis batensoda beschrieben, 1862 durch den niederländischen Ichthyologen Pieter Bleeker der monotypischen Gattung Brachysynodontis zugeordnet und 2008 aufgrund phylogenetischer Studien wieder in die Gattung Synodontis gestellt. Synodontis batensoda ist eng mit dem sehr ähnlichen Synodontis membranaceus verwandt.